# 芙蓉鎮 (電影)
《芙蓉镇》是根据作家古华的同名小说改编的中国电影，拍摄于1986年，导演是谢晋，本片也是他的代表作。刘晓庆饰女主角胡玉音，姜文饰男主角秦书田。

## 剧情
电影讲述了在毛泽东发动的“四清运动”及“文化大革命”中，湘粤桂三省交界处的芙蓉镇上，知识分子秦书田（姜文饰）和人称“芙蓉姐”的胡玉音（刘晓庆饰）的遭遇。
胡玉音与丈夫桂桂（刘利年饰）租下好吃懒做的破落户王秋赦（祝士彬饰）的祖屋，在国营商店对面经营一家米豆腐店。夫妻俩热情好客，在镇上人缘很好，做的米豆腐也美味可口，胡玉音的干哥、镇党支书黎满庚（张光北饰）常来光顾，粮站主任谷燕山（郑在石饰）也把碎米作为饲料出售给他们加工使用。就这样两人靠自己的打拼渐渐攒起一笔钱。暗恋谷燕山的国营饮食店经理李国香（徐松子饰）在生意和人际关系上都比不上胡玉音，因此心生嫉妒。
李国香靠着舅舅的关系调到了县里当上了商业局的科长；桂桂和胡玉音夫妻俩买下了王秋赦的房子，扩大了店面，招待镇上亲朋四邻共庆喜事。不久迎上“四清运动”，李国香作为主持调查的领导回到芙蓉镇开展工作，她将王秋赦定性为遭到压迫的穷人，将胡玉音定性为“反革命五类分子”中的“富农婆”，桂桂让胡玉音去投奔亲戚躲避风头。胡玉音把存下的积蓄偷偷交给黎满庚保管，而黎满庚当初为了仕途弃绝了“出身不好”的恋人胡玉音，认她做干妹妹，这次他又一次背叛胡玉音，把她的积蓄交给了李国香，胡玉音再回来时，桂桂因为刺杀李国香未遂，已经被处死。
李国香找到谷燕山，恶意揣测谷燕山和胡玉音是奸夫奸妇，面对对方的恶意揣测，谷燕山愤懑之中称要脱下裤子证明清白，李国香则说召开全镇大会让谷燕山在群众面前脱裤裤子，谷燕山说自己是被李国香逼的，自己在战争中已经负伤了，李国香看此情形说就算你不是，黎满庚又为何和胡玉音打得火热的，最后说到谷燕山、胡玉音、黎满庚和秦书田互相勾结，实质上是一个小集团。
胡玉音被安排与县文化馆原馆长、现人称“秦癫子”的“右派”秦书田一起清扫大街，她将自己的遭遇归咎于秦书田，认为是秦书田在她成亲时唱的贺喜歌、盖新房时写的贺喜对联内容“反动”招致了祸端。秦书田则不以为意，反而处处照顾胡玉音。
“文化大革命”开始后，王秋赦跟着红卫兵一起批斗李国香，在她脖子上挂上破鞋。即便受到如此侮辱，李国香仍不愿与扫大街的秦书田和胡玉音为伍，仿佛只有她真的受到了委屈。不久后李国香恢复身份回到芙蓉镇，王秋赦拼命巴结，两人在某天夜里借着“汇报工作”发生了关系。
秦书田和胡玉音在每天的工作中滋生了感情，谷燕山则为他们证婚。王秋赦看到后妒火中烧，李国香对秦书田和胡玉音判了刑。
文化大革命结束后，李国香升职调任到省里。王秋赦则一落千丈，更逢房屋倒塌，只能重新走上街头成为流氓，不久后精神失常，整日高呼“运动了”在镇上游走。秦书田得以平反，却拒绝了回到县文化局的工作，回到家里与妻儿团聚。

## 演员表
- 姜文 饰 秦书田
- 刘晓庆 饰 胡玉音
- 郑在石 饰 谷燕山
- 祝士彬 饰 王秋赦
- 徐松子 饰 李国香
- 张光北 饰 黎满庚
- 徐宁 饰 五爪辣
- 刘利年 饰 黎桂桂

## 评价
影片反映了时人对社会变迁的思考，对华语电影事业发展的影响深远。拍摄背景正是在当时中国批判极左思潮的时候，本片被认为是“伤痕与反思电影”的代表。与古华原著叙事形态不同，本片采取了顺叙的线性结构。影片结构上《芙蓉镇》采取了起承转合的戏剧性结构。这一模式被评论界称为“谢晋模式”。

## 成本与发行
《芙蓉镇》的制片成本为五十万到六十万人民币。
在中国大陆，《芙蓉镇》的观众数量高达1亿以上,发行收入超过1500万，取得了巨大成功。中国大陆外，芙蓉镇的发行权卖给了54个国家和地区，仅在韩国一地版权费就为15万美元;《芙蓉镇》在海外一度是当地最高票价:意大利为8000里拉,日本为2800日元,香港为25港元。本片在日本获得了大陆电影从未有过的轰动，创造了大陆电影在日本的最高票房记录：东京市岩波剧场独家放映，配給収入为1亿294万日元，观影人数为7万6683；札幌市1989年年度最卖座的外国电影。在香港，《芙蓉镇》公映43天获得7,205,860港币的票房，创下大陆影片在香港的最高票房纪录。 

## 影响
1986年的王村仅有两千人，随着《芙蓉镇》的大获成功，旅游业兴起，2007年，王村正式更名为芙蓉镇。如今，芙蓉镇成为湖南省最热门的旅游地区之一。 谢晋导演因病逝世后，芙蓉镇举行了悼念活动，超过一万名芙蓉镇居民参加了追悼会。
由于电影的宣传，米豆腐成为芙蓉镇特色美食。芙蓉镇113号刘晓庆米豆腐店是芙蓉镇众多米豆腐店的"鼻祖"。二十几年来，众多媒体及名人到访。1997年，时任中共福建省委副书记的习近平到访于此。2012年，习近平成为中共中央总书记，他的照片依旧挂在店外墙上最显眼的地方，这也成为众多游客合影留念地点。

## 获奖与提名
| 评奖名称                          | 奖项                       | 姓名       | 结果 |
| --------------------------------- | -------------------------- | ---------- | ---- |
| 第7届中国电影金鸡奖               | 最佳故事片                 |            | 獲獎 |
| 第7届中国电影金鸡奖               | 最佳导演                   | 谢晋       | 提名 |
| 第7届中国电影金鸡奖               | 最佳编剧                   | 谢晋、阿城 | 提名 |
| 第7届中国电影金鸡奖               | 最佳女主角                 | 刘晓庆     | 獲獎 |
| 第7届中国电影金鸡奖               | 最佳男主角                 | 姜文       | 提名 |
| 第7届中国电影金鸡奖               | 最佳女配角                 | 徐宁       | 獲獎 |
| 第7届中国电影金鸡奖               | 最佳男配角                 | 郑再石     | 提名 |
| 第7届中国电影金鸡奖               | 最佳音乐                   | 葛炎       | 提名 |
| 第7届中国电影金鸡奖               | 最佳美术                   | 金绮芬     | 獲獎 |
| 第7届中国电影金鸡奖               | 最佳道具                   | 徐国良     | 提名 |
| 第10届大众电影百花奖              | 最佳故事片                 |            | 獲獎 |
| 第10届大众电影百花奖              | 最佳女主角                 | 刘晓庆     | 獲獎 |
| 第10届大众电影百花奖              | 最佳男主角                 | 姜文       | 獲獎 |
| 第10届大众电影百花奖              | 最佳男配角                 | 祝士彬     | 獲獎 |
| 第26届卡罗维发利国际电影节        | 水晶地球仪奖（最佳剧情片） | 谢晋       | 獲獎 |
| 第33届西班牙瓦亚·多利德国际电影节 | 最佳影片                   | 谢晋       | 提名 |
| 第33届西班牙瓦亚·多利德国际电影节 | 评委会特别奖               | 谢晋       | 獲獎 |
| 第33届西班牙瓦亚·多利德国际电影节 | 观众票选奖                 | 谢晋       | 獲獎 |
| 第5届法国蒙彼利埃国际电影节       | 金熊猫奖（最佳影片）       | 谢晋       | 提名 |
| 第40届捷克斯洛伐克劳动人民电影节  | 荣誉奖                     | 谢晋       | 提名 |